# Max Feilchenfeld

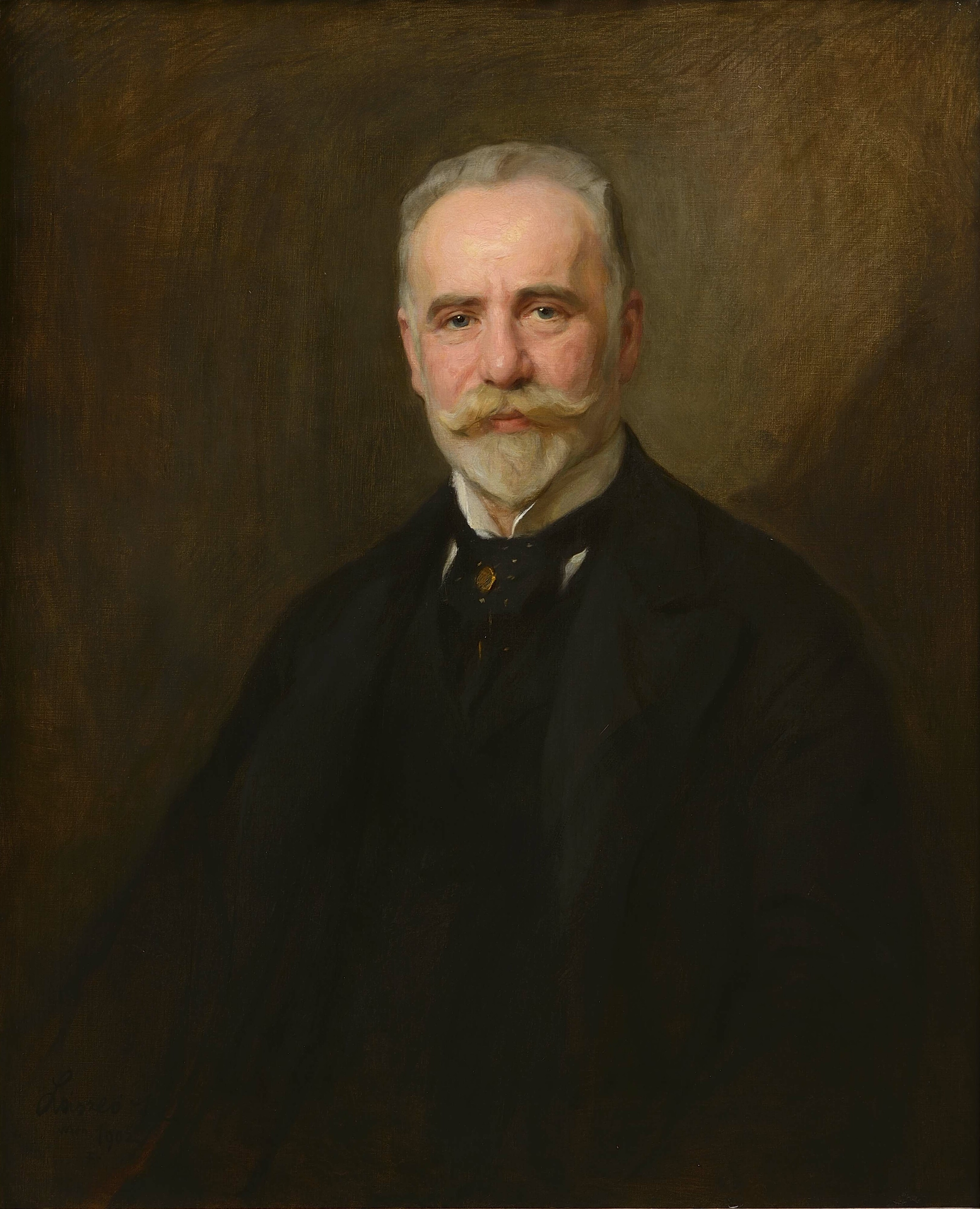
Max Feilchenfeld gemalt von Philip Alexius de László (1902).

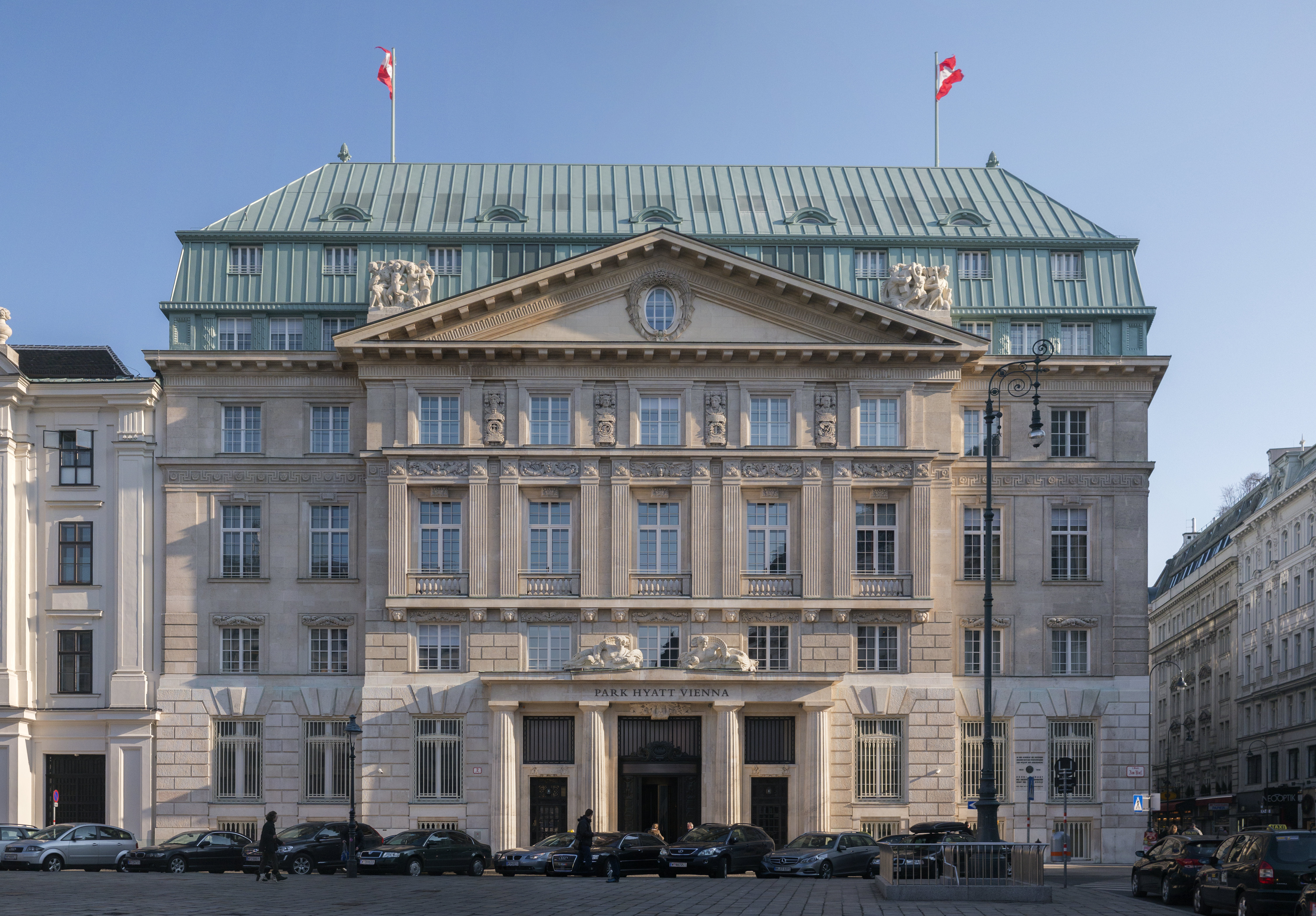
Am Hof 2, 1010 Wien

Max Feilchenfeld (* 10. Juli 1852 in Frankfurt (Oder); † 27. Juni 1922 in Wien) war ein Bankier der österreichischen Donaumonarchie.

## Leben und Wirken
Feilchenfeld leitete in den 1890er Jahren die Böhmische Escompte-Bank und engagierte diese an der Seite Karl Wittgensteins in der Stahlindustrie. Nachdem die Niederösterreichische Escompte-Gesellschaft die böhmische Bank übernommen hatte, war Feilchenfeld Leiter der ersteren und pflegte auch weiter die Allianz mit Karl Wittgensteins Prager Eisenindustrie-Gesellschaft. Feilchenfeld ließ 1913–1915 an der Stelle des ehemaligen Hofkriegsratsgebäudes eine neue Zentrale des Bankinstituts Am Hof Nr. 2 errichten. Er war auch privat als Bauherr, etwa durch Errichtung einer mächtigen Villa in Sankt Gilgen am Wolfgangsee, aktiv. 
Max Feilchenfeld verstarb am 27. Juni 1922 in Wien und wurde am 29. Juni 1922 auf dem Wiener Zentralfriedhof (Tor 2) beerdigt. Am 25. Juni 1923 wurde er auf dem Döblinger Friedhof wiederbestattet (Gruppe HA, Nr. 14). Der Nachruf des Generaldirektors der Steyr-Werke, damals noch Österreichische Waffenfabriksgesellschaft, Georg Günther hob Feilchenfelds Güte, Menschlichkeit, seinen Humor und seine sonnige Natur hervor.

## Familie
Max Feilchenfeld war mit Henriette Maria geb. Scheuer verheiratet. Einer ihrer vier Söhne, Friedrich Wilhem Feilchenfeld (1878 in Teplice – 1946 in London) war ein vorzüglicher Kenner der Talkumbranche.